# Jaroslav Kolár
Jaroslav Kolár (18. září 1929 Praha – 12. února 2013) byl český literární historik se zaměřením na středověk a pracovník Ústavu pro českou literaturu. Za svého života zpracoval a vydal tiskem množství významných památek českého písemnictví.
Maturoval na reálném gymnáziu roku 1948. Poté na Filozofické fakultě Univerzity Karlovy vystudoval literární vědu a anglistiku. Absolvoval v roce 1952. V roce 1953 získal doktorát, když obhájil práci o Josefu Kajetánu Tylovi. V roce 1959 získal titul kandidát věd za práci Česká zábavná próza 16. století a tzv. knížky lidového čtení. Pracovní kariéru započal roku 1952 v Památníku národního písemnictví, brzy ale přešel do Ústavu pro českou literaturu, kde působil až do odchodu do důchodu v roce 1991.
Ohniskem jeho zájmu byla starší česká literatura se zaměřením na 16. století. Externě přednášel českou literaturu na univerzitě. Přispíval např. do časopisů Česká literatura, Listy filologické, Literární noviny a Slavia a publikoval též v zahraničí. Patří mezi klíčové přispěvatele Lexikonu české literatury.